# 白山浄水場
白山浄水場（はくさんじょうすいじょう）は、青森県八戸市南白山台一丁目11-1にある八戸圏域水道企業団の浄水場。八戸ニュータウン内に位置している。

## 概要
白山浄水場は、青森県八戸市西側の地域を中心に、周辺7市町に水道を供給している浄水場である。八戸市を流れる一級河川馬淵川を水源としている。一日あたりの給水量は92,987立方メートル。年間総配水量 33,940,000立方メートルである。また、給水人口は335,223人で、給水戸数は133,341戸。浄水能力は一日当たり50,000立方メートル。配水池は4ヵ所あり40,000立方メートルの貯水能力がある。同浄水場の送水ポンプは5台のうち常時4台が稼働しており、1分間に2.38立方メートルの送水能力がある。
以前は馬淵川のみの取水であったものの、2010年（平成22年）から、新井田川水系の世増ダムから取水を開始した。

## 沿革
- 1975年（昭和50年）白山浄水場竣工

## 2009年の断水
2009年1月1日に八戸地域大規模断水事故が発生し、最大で92,600世帯が断水した。原因は馬淵川から白山浄水場へ水を送る導水管が破損したことによるものだった。断水の影響は八戸市、おいらせ町、南部町、五戸町、三戸町、六戸町、階上町、岩手県洋野町に及んだ。断水は段階的に解消され、給水は1月6日までに完全復旧した。断水を受け、各地域に給水車を54箇所に派遣した。青森県も、自衛隊に災害派遣を要請して対処した。